# Anja Knippel
Anja Knippel (née le 19 août 1974 à Schmalkalden) est une athlète allemande spécialiste du sprint.

## Biographie

### Palmarès
| Date | Compétition                    | Lieu     | Résultat | Épreuve   | Performance   |
| ---- | ------------------------------ | -------- | -------- | --------- | ------------- |
| 1997 | Championnats du monde en salle | Paris    | 3e       | 4 × 400 m | —             |
| 1999 | Championnats du monde en salle | Maebashi | 4e       | 4 × 400 m | 3 min 29 s 06 |
| 1999 | Championnats du monde          | Séville  | 3e       | 4 × 400 m | —             |

### Records
| Épreuve    | Performance   | Lieu     | Date            |
| ---------- | ------------- | -------- | --------------- |
| 400 mètres | 51 s 86       | Erfurt   | 3 juillet 1999  |
| 800 mètres | 2 min 00 s 11 | Cuxhaven | 20 juillet 2002 |